# Un after mortel
 (octobre 2021).
Pour plus de détails, voir Fiche technique et Distribution.
Un after mortel (Afterlife of the Party) est une comédie romantique américaine réalisée par Stephen Herek, sortie en 2021.

## Synopsis
Cassie vit pour faire la fête... jusqu'à ce qu'elle meure dans un accident lors de son vingt-cinquième anniversaire. Lorsqu'elle se retrouve dans la salle d'attente de l'au-delà, Cassie rencontre Val, son ange gardien, qui lui explique qu'elle a cinq jours en tant qu'ange en formation pour arranger les choses sur Terre avec les personnes qui comptent le plus pour elle : sa meilleure amie de toujours Lisa et ses parents qui sont séparés. Dans son voyage de réflexion et de pardon, et, à la manière de Cassie, quelques relookings et soirées dansantes impromptues seront de la partie.

## Fiche technique
- Titre original : Afterlife of the Party
- Titre français : Un after mortel
- Réalisation : Stephen Herek
- Scénario : Carrie Freedle
- Musique : Jessica Weiss
- Photographie : Michael Swan
- Montage : Maysie Hoy
- Production : Theuns de Wet, Deborah Evans, Vlokkie Gordon et Robyn Snyder
- Sociétés de production : Advantage Entertainment, DAE Light Media et Front Row Films
- Société de distribution : Netflix
- Pays de production :  États-Unis
- Genre : comédie romantique
- Durée : 109 minutes
- Date de sortie :
  - Monde : 2 septembre 2021 (sur Netflix)

## Distribution
- Victoria Justice (VF : Marie Zidi) : Cassandra Adeline Garcia, dite « Cassie »
- Midori Francis (VF : Lila Lacombe) : Lisa
- Robyn Scott (VF : Marie-Martine) : Val, l'ange gardienne temporaire de Cassie
- Adam Garcia (VF : Anatole de Bodinat) : Howard Garcia, dit « Howie », le père de Cassie
- Timothy Renouf (VF : Thibaut Lacour) : Max, le voisin de Lisa
- Gloria Garcia (VF : Géraldine Asselin) : Sofia, la mère de Cassie
- Myfanwy Waring (en) (VF : Marianne Leroux) : Emme, la pâtissière
- Spencer Sutherland (en) : Kooper Keene, ou Koop, le chanteur
- Kiroshan Naidoo (VF : Jérôme Berthoud) : Raj, le collègue de Lisa